# Lycoriella subterranea
Lycoriella subterranea är en tvåvingeart som först beskrevs av Markel 1844.  Lycoriella subterranea ingår i släktet Lycoriella och familjen sorgmyggor.
Artens utbredningsområde är Tyskland. Inga underarter finns listade i Catalogue of Life.